# Ravana

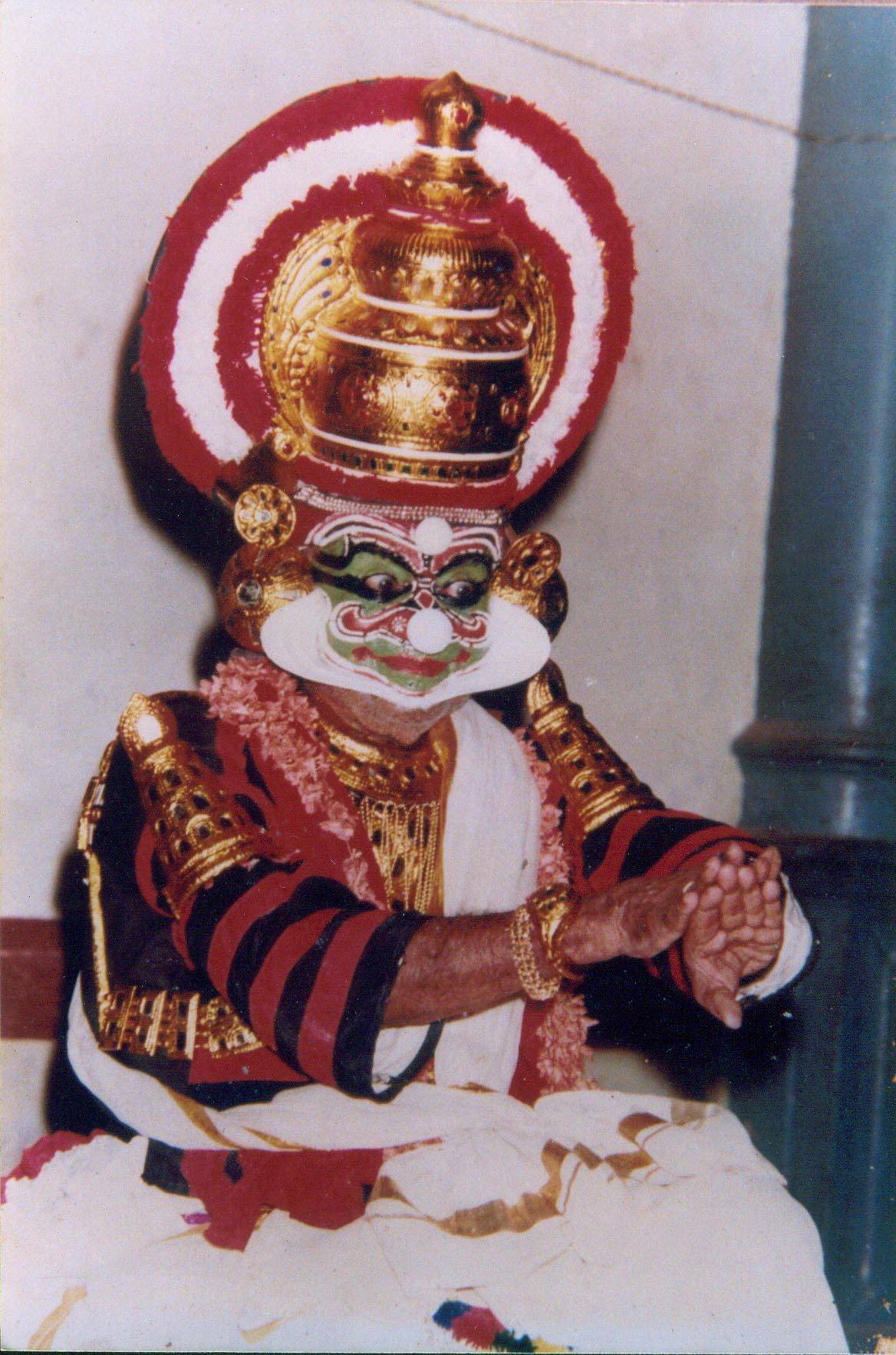
Een acteur speelt Ravana tijdens een Kutiyattam-optreden

Ravana was een Rakshasa koning uit het Hindoeïsme en wordt beschreven in de Ramayana. Hij staat voor het kwaad.
Ravana is de onkwetsbare koning van Lanka (Ceylon / Sri Lanka) na Kuvera. De muren van deze stad zijn van goud opgetrokken door de scheppende god Vishvakarma, de bouwmeester van de goden. Ravana's zus Surpanaka wordt verliefd op Rama, maar hij (en zijn broer Lakshmana) wijst haar af. Ze valt zijn vrouw aan, maar wordt verminkt in de strijd die volgt (Lakshmana snijdt de neus en oren af). Ravana wil zijn zus wreken en ontvoert Sita, de vrouw van Rama.
Hanuman spoorde Sita op en sprong als pijl uit een boog naar het eiland. De zuster van Ravana merkte de schaduw van Hanuman op en trok hem in zee, maar Hanuman kon aan de demonen ontkomen. Sita weigert met Ravana te trouwen, alhoewel hij dreigt haar te martelen. Hanuman wil haar naar huis tillen, maar ze wil alleen door haar echtgenoot aangeraakt worden. De demonen steken de staart van Hanuman in brand, maar dit deert hem niet en hij steekt dingen in brand.
Hanuman bouwt vanuit India een brug naar Lanka en Rama en zijn troepen zetten de aanval in. Rama schiet de tien koppen van Ravana af, maar ze groeien steeds weer aan. Agastya geeft Rama een wonderpijl, deze pijl is gemaakt van zonlicht en vuur en is even zwaar als de bergen Meru en Mandara samen. De pijl keerde na het doden van Ravana terug naar Rama, maar Sita werpt zich op een brandstapel omdat haar goede naam is onteerd na haar lange verblijf bij Ravana.
De schitterende strijdwagen Vishravana, een van de vier hemelse koningen, wordt door Ravana gebruikt. 
Tijdens het Dussehra-feest wordt in India de overwinning van Rama op Ravana gevierd.

## Incarnaties

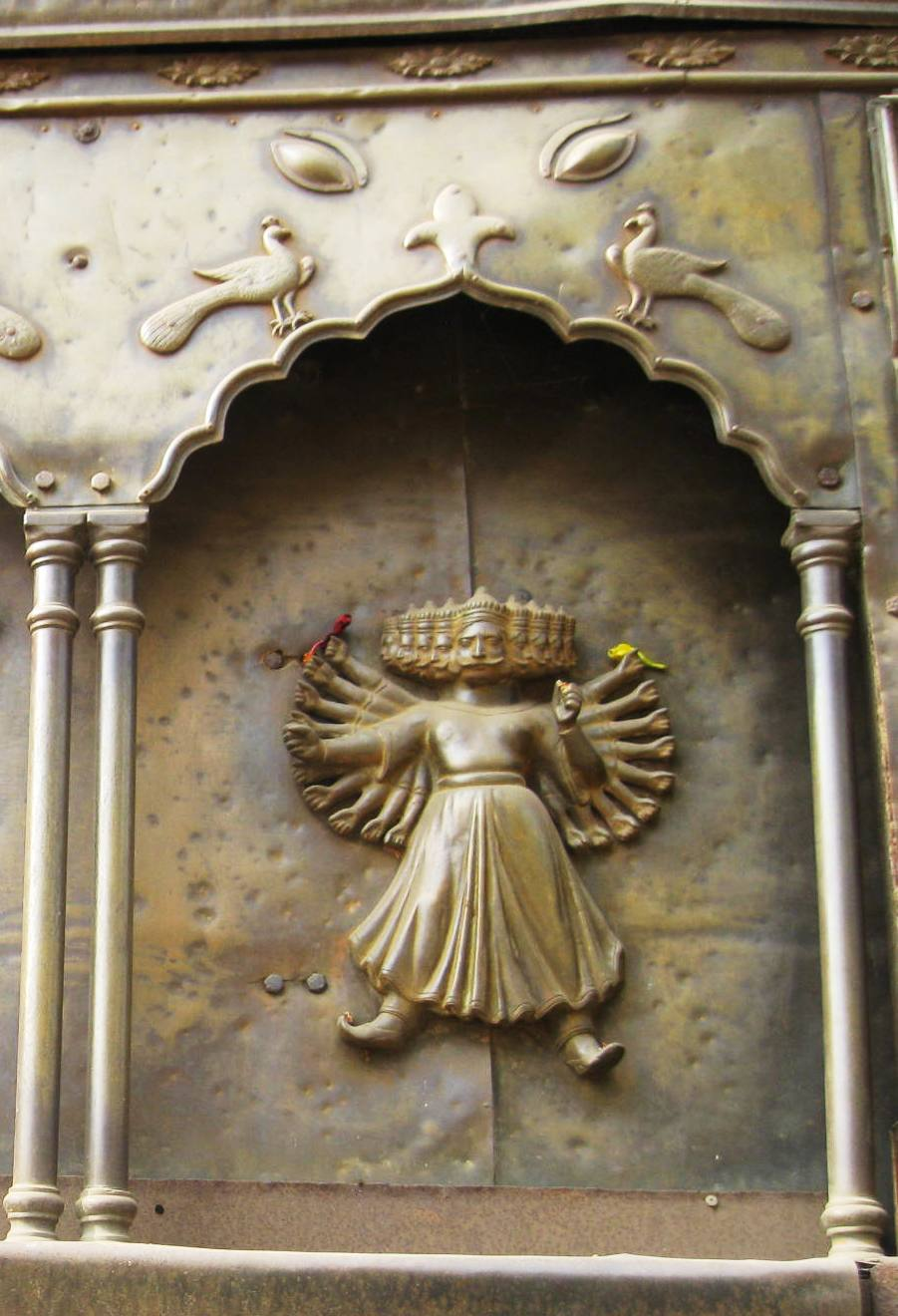
Ravana op een koperen strijdwagen, Searsole Rajbari, West-Bengalen, India.

Volgens bepaalde tradities beging een hooggeplaatste in de hemel van Vishnoe een zonde, waarna hij terug wilde. Dit kon op twee manieren: zeven levens als vriend van Vishnu of drie levens als vijand van de god. De hooggeplaatste besloot de kortste manier te gebruiken.
- De eerste incarnatie van Ravana was Hiranyakashipu, hij onttroonde de god Indra en zette de hemelgoden buiten spel. Zijn zoon Prahlada bleef echter Vishnu vereren en daarom wilde Hiranyakashipu hem doden, maar Vishnu beschermde de jongen.
- De tweede incarnatie is de vijand van Rama (een andere avatar van Vishnu), Ravana wilde zo snel mogelijk gedood worden om nog slechts één incarnatie mee te maken.
- De derde incarnatie is als Sisupala, de koningszoon met drie ogen en vier armen. Krishna (de achtste avatar van Vishnu) bezoekt het paleis en het derde oog en de twee extra armen vallen af. De moeder smeekt haar zoon te vergeven als hij Krishna ooit beledigt, want voorspeld is dat de moordenaar van haar zoon deze gebeurtenis teweeg zou brengen. Sisupala woont een offerplechtigheid bij aan het hof van koning Yudhishthira en beledigt Krishna en Brahma. De vlammende schijf van Krishna snijdt Sisupala dan doormidden en zijn ziel wordt geabsorbeerd in Krishna's voeten.

## Afbeeldingen

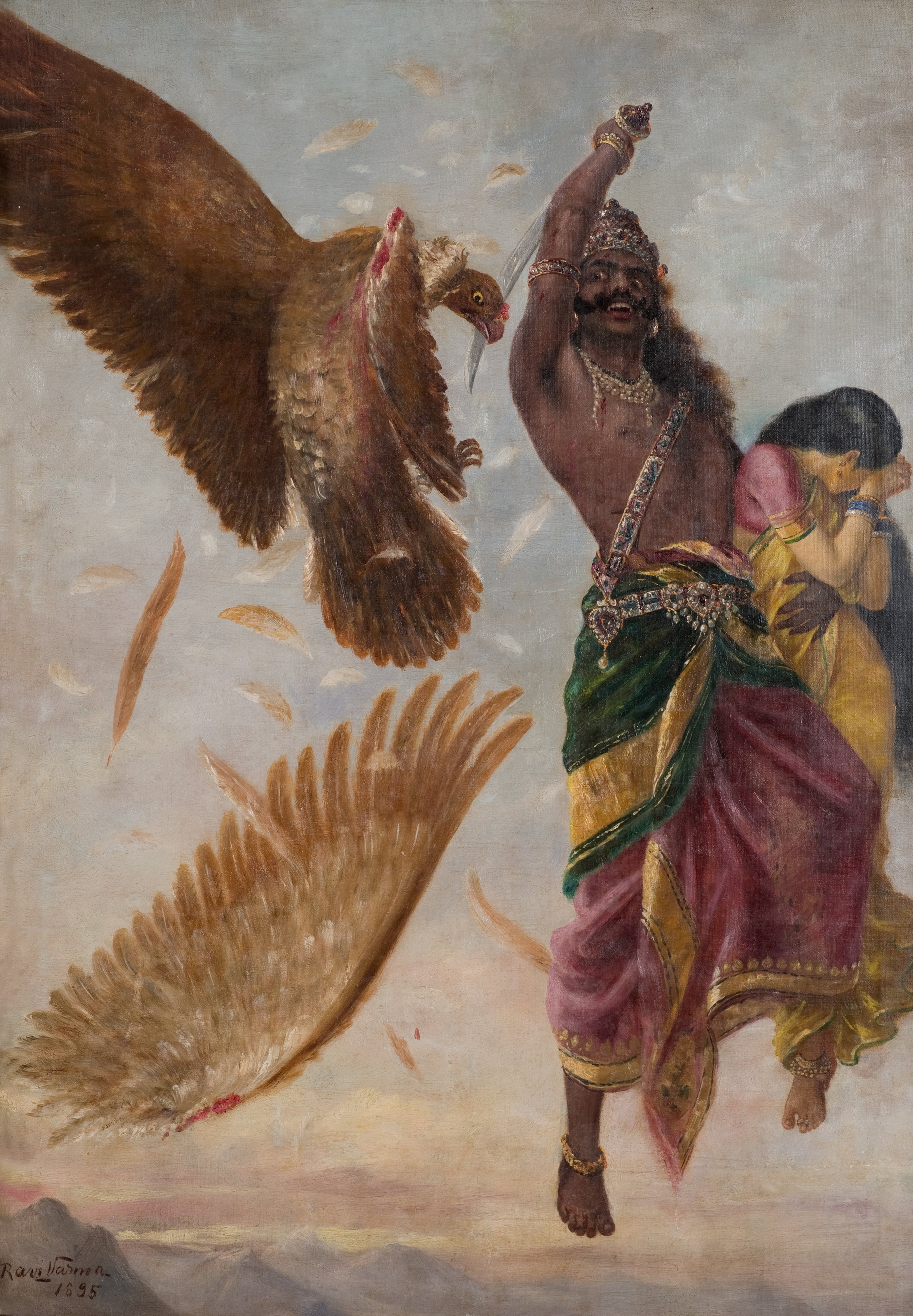
Ravana doodt Jathayu en ontvoert Sita
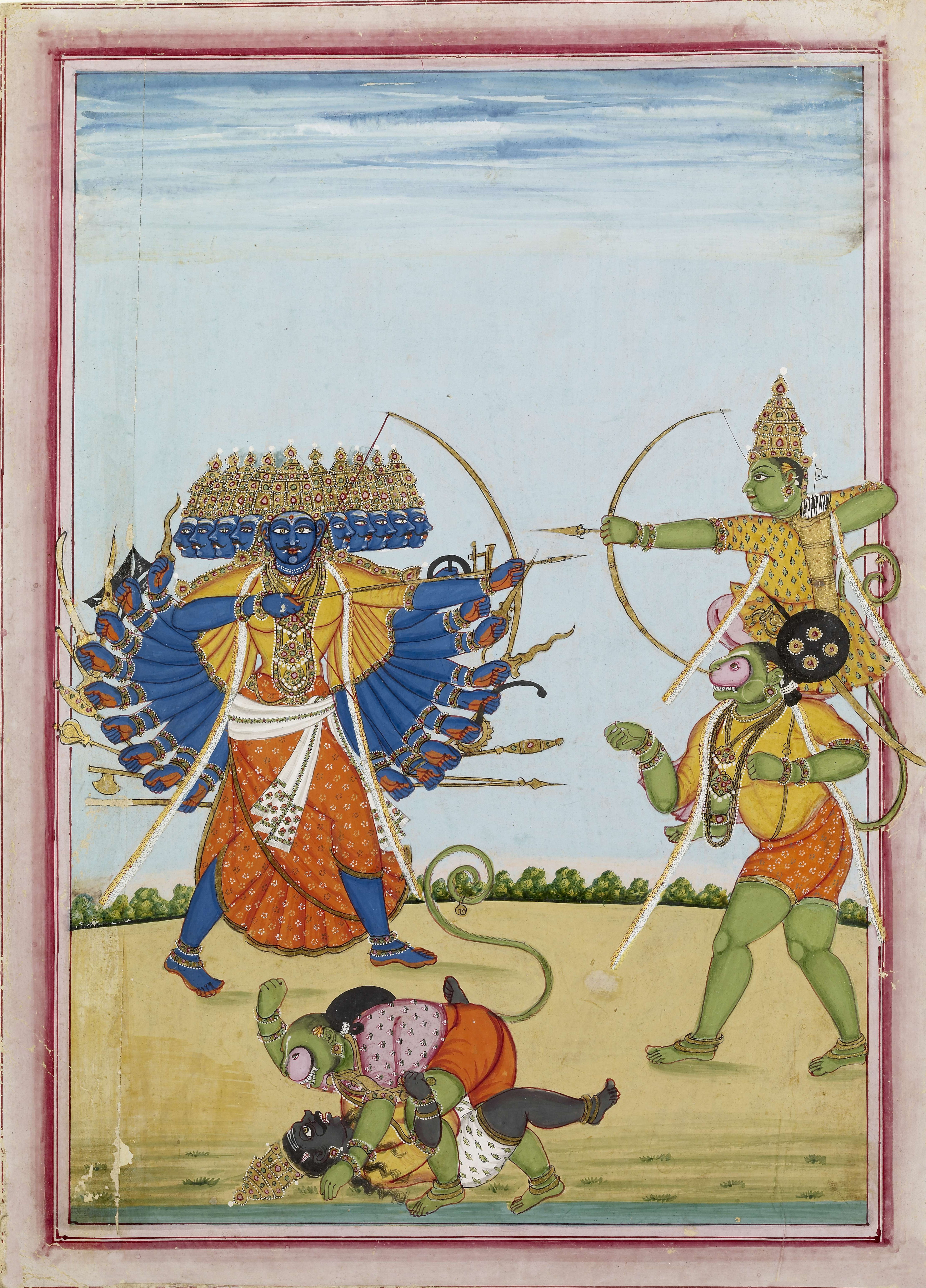
Rama en Hanuman vechten tegen Ravana
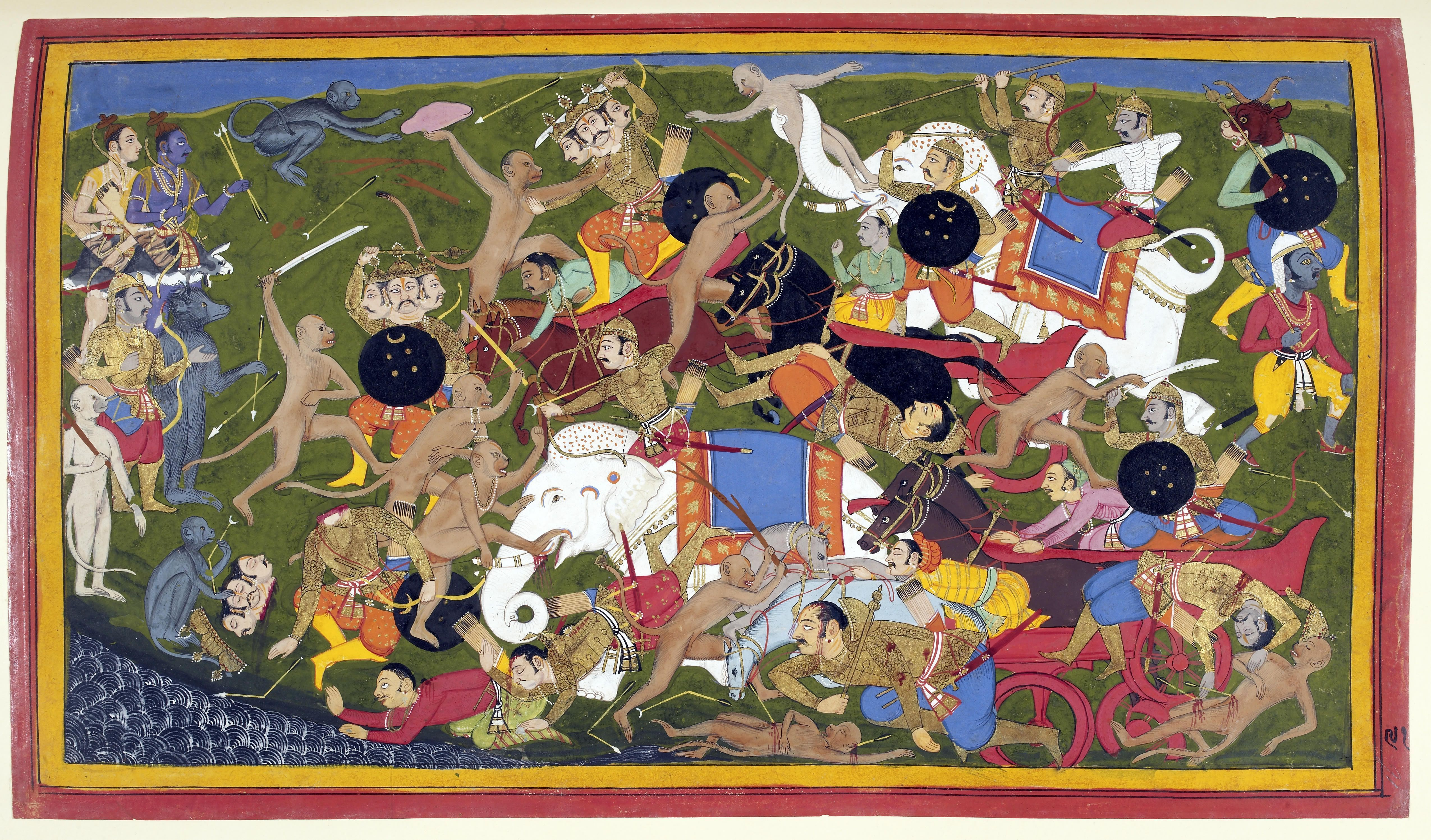
Het gevecht bij Lanka
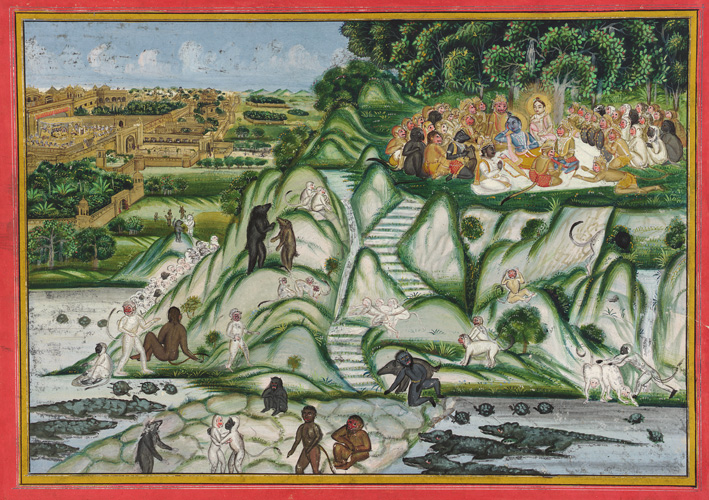
Rama bereidt de aanval voor op de stad met de gouden muren, Lanka
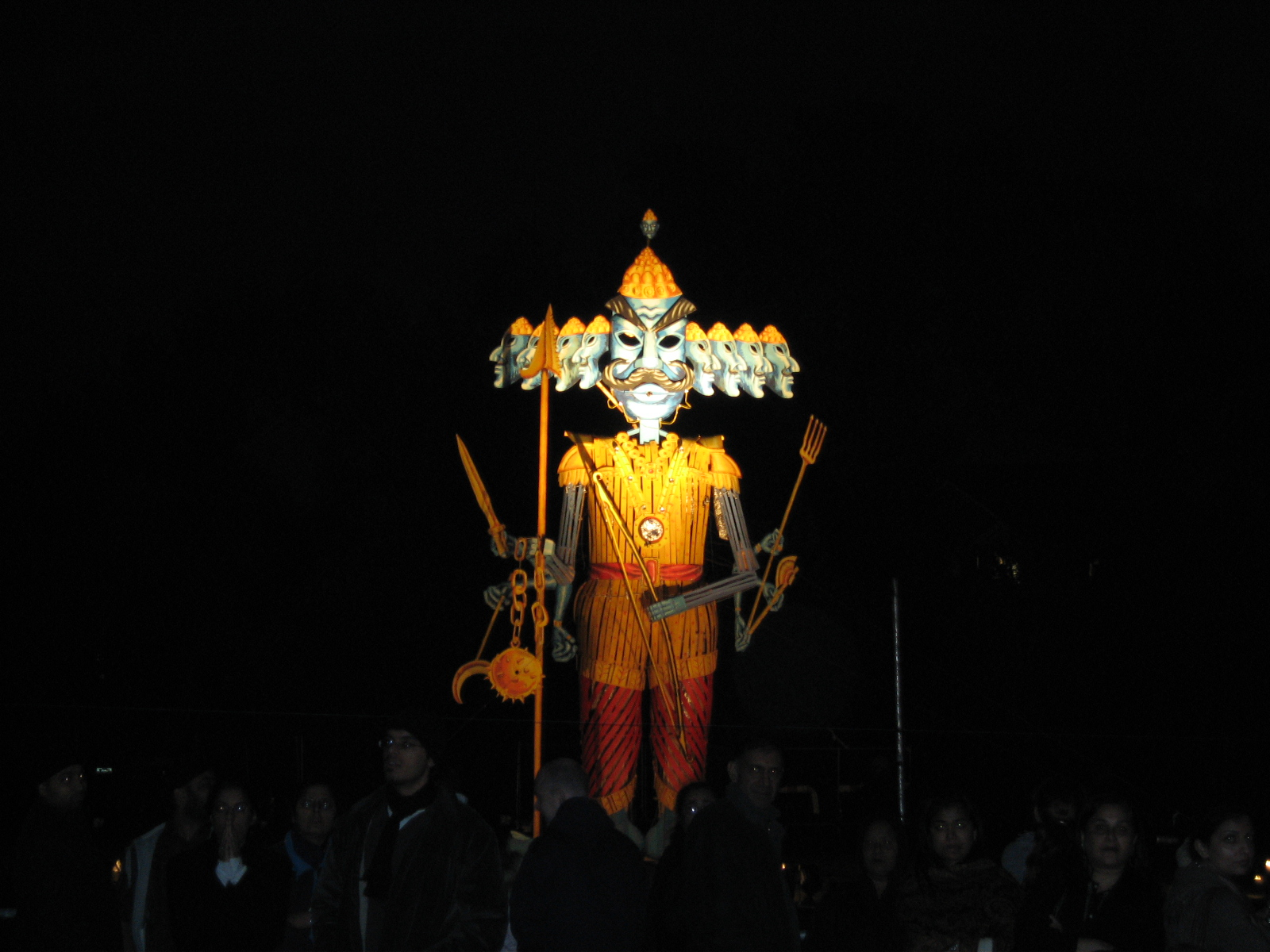
Ravana tijdens een ceremonieel feest in Manchester
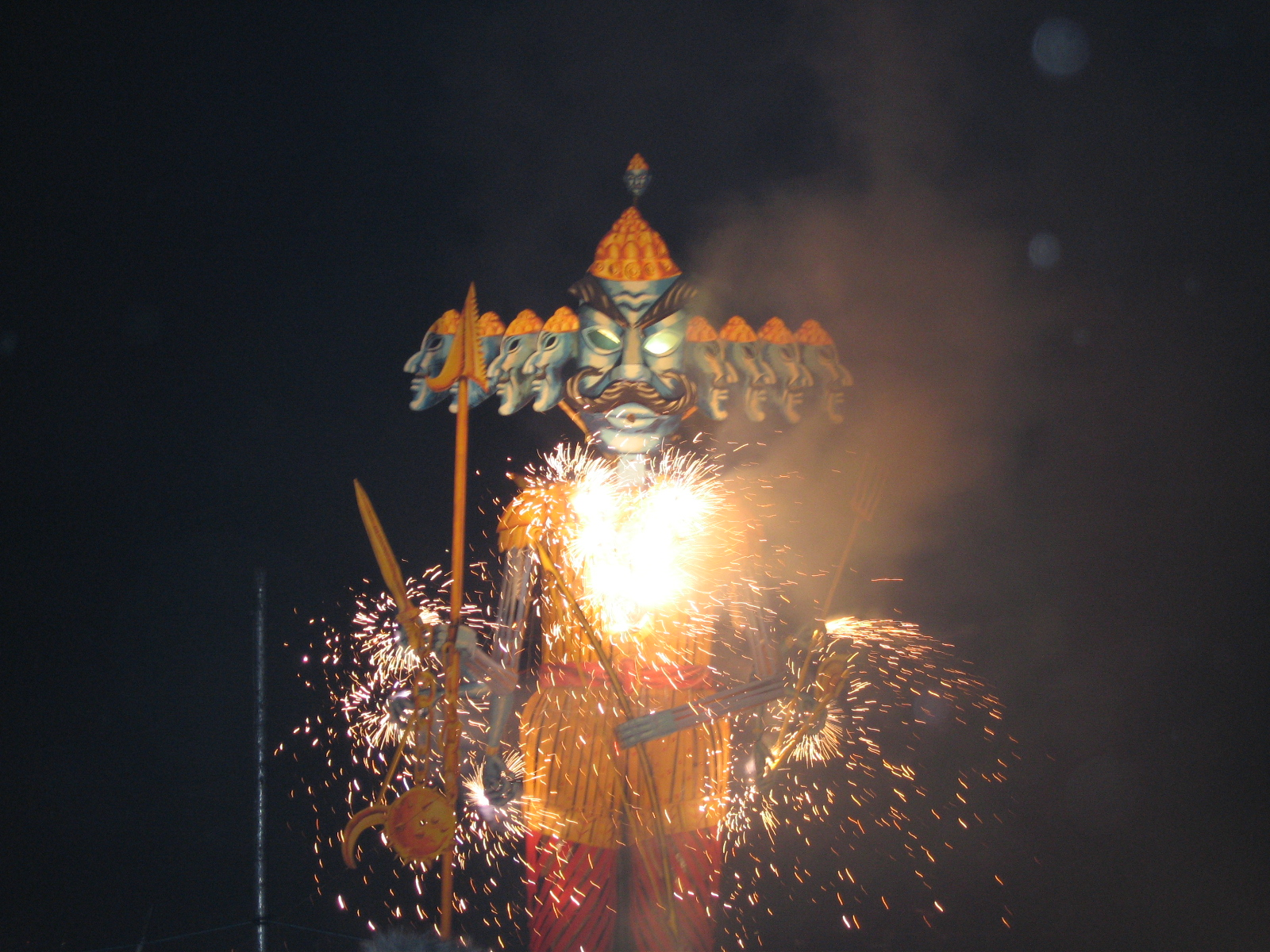
Ravana en vuurwerk
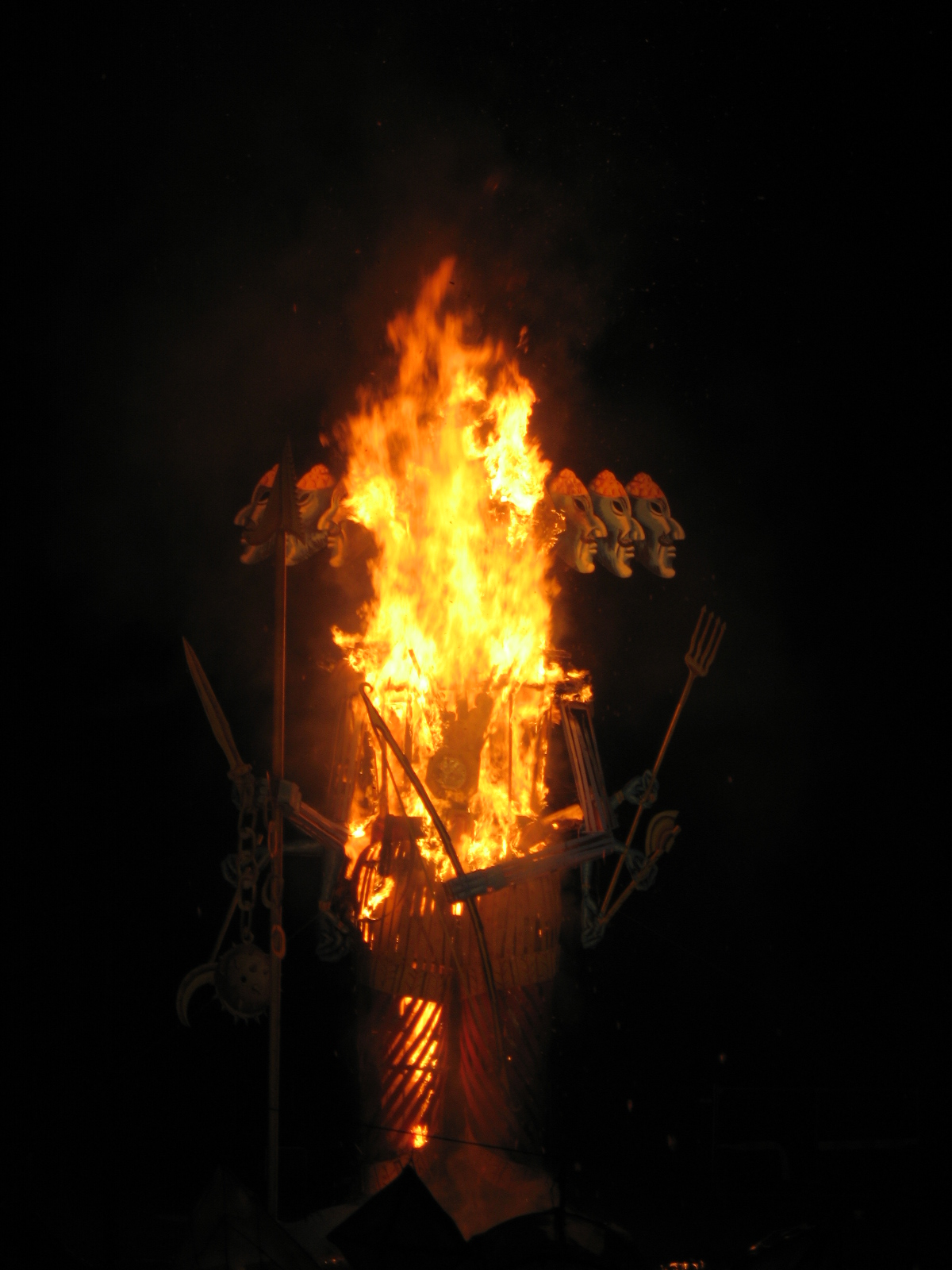
Ravana brandt
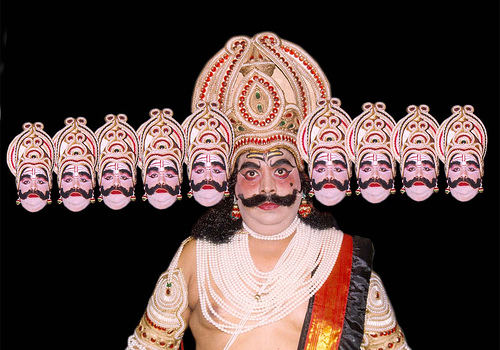
Een Ramlila-acteur speelt Ravana